# Dorothy Dickson
Pour les articles homonymes, voir Dickson.
Dorothy Dickson, née le 25 juillet 1893 à Kansas City et morte le 25 septembre 1995 à Londres, est une actrice et chanteuse. Elle meurt deux mois après son 102e anniversaire.

## Biographie
Dorothy Dickson naît le 25 juillet 1893 à Kansas City.
Elle est surtout connue pour son interprétation de la chanson Look for the Silver Lining de Jerome Kern. Elle est également membre des Ziegfeld Follies et fait de nombreuses apparitions à New York et à l'étranger.
Pendant la Première Guerre mondiale, elle se produit souvent sur scène pour le bénéfice des troupes. En 1919, elle apparaît brièvement dans The Royal Vagabond de George M. Cohan et dans l'opérette Lassie.
En 1922, elle joue dans The Cabaret Girl (en). En 1936, elle partage la vedette avec Ivor Novello dans son Careless Rapture (en) et, en 1937, dans son Crest of the Wave (en). Quant à sa carrière cinématographique, elle joue dans quelques films muets, dont Eastward Ho! (1919) et Paying the Piper (1921).
Au cours de ses débuts sur la scène londonienne, elle est présentée à une autre future célébrité (ainsi que centenaire), Elizabeth Bowes-Lyon, qui deviendra plus tard la reine mère. Les deux deviennent des amies proches et leur amitié dure jusqu'à la mort de Dickson à l'âge de 102 ans.
Dorothy Dickson meurt le 25 septembre 1995
Sa fille est l'actrice Dorothy Hyson, mariée à Sir Anthony Quayle. Dorothy Hyson Quayle meurt à l'âge de 81 ans, un an après le décès de sa mère.
En 2006, la photographie de Dorothy Dickson par Angus McBean est utilisée sur l'affiche pour une exposition de ses photographies à la National Portrait Gallery, à Londres, ainsi que sur la couverture du livre l'accompagnant.

## Filmographie
- Eastward Ho! (1919)
- The Silver Lining (en) (1921)
- Paying the Piper (en) (1921)
- Headin' North (1921)
- La route est belle (1930)
- Channel Crossing (en) (1933)
- Danny Boy (en) (1934)
- Sword of Honour (en) (1939)